# VW T2
Der VW T2, genauer VW Typ 2 T2, ist die nach dem 1950 eingeführten Vorgängermodell VW Typ 2 T1 ab 1967 produzierte zweite Generation der VW-Bus-Reihe von Volkswagen. Wie der T1 ist auch der T2 als Bulli bekannt. Die offiziell VW Transporter und firmenintern Typ 2 genannte Fahrzeugreihe ist nach dem VW Käfer, intern als Typ 1 bezeichnet, die zweite Baureihe des VW-Werkes für die zivile Nutzung und wird mit dem VW T7 bis heute fortgeführt. Von 1967 bis 1979 wurden im VW-Werk Hannover insgesamt 2.533.188 Typ 2 T2 hergestellt. Am 31. Oktober 1979 verließ dort der letzte Wagen das Band. Nachfolger war der VW T3. Der 2001 von Volkswagen als Konzeptfahrzeug entwickelte VW Microbus erinnert in seinem Retrodesign an die T1/T2-Modelle, ging aber zunächst nicht in Serienproduktion. Seit 2022 wird der rein elektrisch angetriebene VW ID. Buzz im Retrodesign produziert.

## Modellgeschichte

### Allgemeines

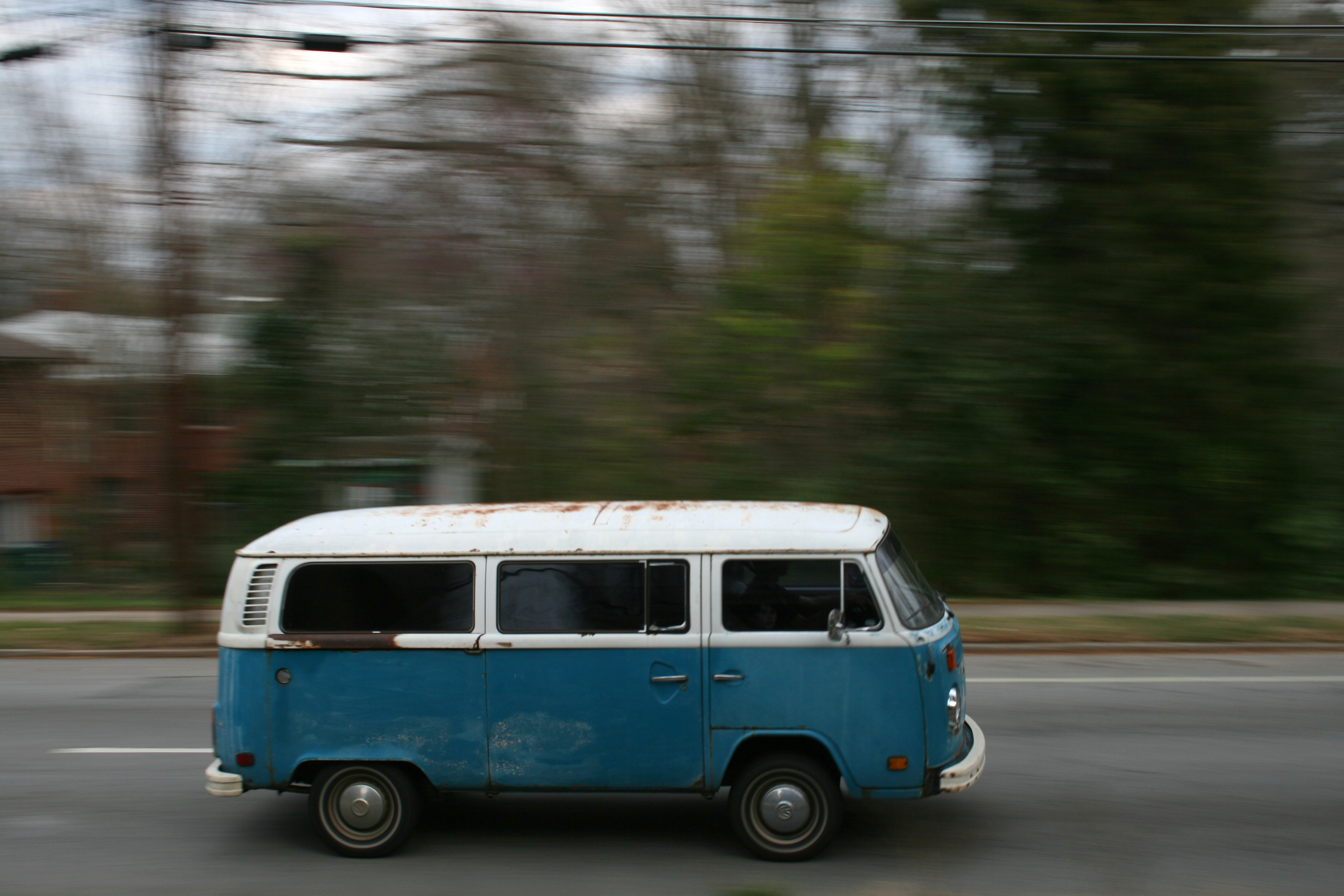
Selten im Originalzustand: Zahlreiche Busse wurden umgebaut und individuell gestaltet - oder sind inzwischen restauriert worden.

Gegenüber dem Vorgängermodell gehört die Front mit gewölbter durchgehender Frontscheibe (im englischen Sprachraum „bay window“ genannt) und integriertem Lüftungsgitter für den Innenraum ohne V-förmigen „Latz“ des Vorgängers zu den sichtbaren Neuerungen. Die Luft für die Motorkühlung wird über ausgestellte seitliche Öffnungen in Fensterhöhe an den hinteren Wagenecken angesaugt. Die Türfenster sind Kurbelfenster, die Ausstellfenster waren Sonderausstattung. Die Fensterfläche wurde verdoppelt. An den Seiten hat der Bus zwei große statt drei kleiner Fenster (das Fenster in der Fahrertür nicht mitgezählt). Die Karosserie ist bei gleichem Radstand und gleicher Breite um 20 cm länger. Am Führerhaus verläuft sie parallel gerade, im Gegensatz zur leicht eingezogenen und stark gerundeten Fahrerkabine des T1. Die Scheibenwaschanlage arbeitet wie beim Käfer pneumatisch.
Im Innenraum hat der Transporter ein durchgehendes Armaturenbrett aus Blech mit einer Kunststoffblende und einem Instrumenteneinsatz mit Tachometer, Kraftstoffanzeige und Uhr (Sonderausstattung), weiterhin zusätzliche Luftaustrittsöffnungen, eine Radio- und Lautsprecheraussparung sowie ein Handschuhfach mit Deckel (Sonderausstattung). Die seitliche Schiebetür wurde im Gegensatz zum Vorgängermodell serienmäßig.

### Fahrwerk
Die Vorderräder sind an einer Kurbellenkerachse mit Stabilisator aufgehängt; der Achskörper ist das einzige aus dem T1 übernommene Fahrwerkbauteil. Die hintere Pendelachse mit Vorgelege (Portalachse) des Vorgängers wurde durch eine Schräglenkerachse ersetzt. Die Bodenfreiheit verringerte sich von 240 mm auf 185 mm. Vorn ist der T2 mit zwei querliegenden, aus einzelnen Blättern bestehenden Vierkantdrehstäben gefedert, hinten ist es ein ebenfalls quer eingebauter runder Drehfederstab je Rad. Die Spur hatte sich verglichen mit dem Vorgängertyp um 10/66 mm (vorn/hinten) verbreitert. Die Räder sind Stahlscheibenräder mit ungeteilten Tiefbettfelgen der Größe 5JK × 14 und Reifen der Dimension 7–14,8 PR. Die Zweikreis-Bremse (Duplex/Simplex vorn/hinten) wird hydraulisch betätigt, der Bremstrommeldurchmesser beträgt an allen Rädern 250 mm. Hergestellt wurde die Bremsanlage neben VW von Ate. Bis Juli 1972 hatten die Wagen eine Ross-Lenkung mit zweiteiliger Spurstange, danach eine Gemmer-Lenkung (Rollenlenkung) der Zahnradfabrik Friedrichshafen. Gebaut wurde der T2 sowohl als Links- wie auch als Rechtslenker.

### Kraftübertragung
Serienmäßig gibt es den T2 nur mit Heckantrieb. Ein sperrsynchronisiertes Vierganggetriebe mit dem Differenzial sowie eine Einscheibentrockenkupplung von Lamellen- und Kupplungsbau (LuK) (Typ ET 12) oder von Fichtel & Sachs (Typ KM 200) sind unmittelbar an der Hinterachse eingebaut und dahinter der Motor. Geschaltet wird mit einem Schalthebel neben dem Fahrersitz, der über ein Gestänge mit dem Getriebe verbunden ist. Die Ölfüllmenge des Getriebegehäuses beträgt 3 Liter.
T2 mit Allradantrieb
1975 baute die VW-Nutzfahrzeug-Entwicklung unter der Leitung von „Transporter-Mayer“ (Gustav Mayer, 1925–2014, von 1952 bis 1985 bei Volkswagen-Nutzfahrzeuge) den ersten Prototyp eines allradgetriebenen T2 mit zuschaltbarem Vorderradantrieb. Mit dem Fahrzeug gelang Mayer die Durchquerung der Sahara. Der VW-Ingenieur Henning Duckstein fuhr ebenfalls mit einem allradgetriebenen T2 in Algerien durch den für Radfahrzeuge als unpassierbar geltenden Östlichen Großen Erg von Debdeb (bei Ghadames) nach El-Oued. Eine Serienproduktion der Technik wurde vom Vorstand verworfen und der Allradantrieb kam erst Ende 1984 beim Nachfolgemodell T3 unter dem Namen „Syncro“ in anderer Form auf den Markt.

### Motor
Der T2 hat wie der T1 einen luftgekühlten Vierzylinder-Otto-Boxermotor, dessen Hubraum im Vergleich zum Vorgänger von 1493 cm3 auf 1584 cm3 vergrößert wurde. Erreicht wurde dies durch eine Erhöhung der Zylinderbohrung von 83 auf 85,5 mm bei gleichbleibendem Hub von 69 mm. Der vergrößerte Motor leistet 47 PS (35 kW) – 3 PS (2,2 kW) mehr – und ist an drei Punkten im Heck aufgehängt; dafür wurde ein zusätzlicher hinterer Querträger eingebaut. Die vier einzelnen Zylinder sind aus Grauguss und haben keine Laufbuchsen. Das geteilte Kurbelgehäuse besteht aus Leichtmetall. Die Kolben sind aus Leichtmetall gegossen und mit einer Stahleinlage versehen; jeder hat zwei Kolbenringe und einen Ölabstreifring. Hersteller der Kolben waren Mahle, Karl Schmidt und Nüral. Von den Kolben wird die Kraft über in Gleitlagerschalen gelagerte Pleuel mit Doppel-T-Schaftquerschnitt auf eine geschmiedete, vierfach in Gleitlagern gelagerte Kurbelwelle übertragen. Eine untenliegende, stirnradgetriebene Nockenwelle steuert über Pilzstößel, Stoßstangen und Kipphebel die hängenden Ventile. Je Zylinder gibt es ein Ein- und ein Auslassventil. Jede Zylinderbank hat einen gemeinsamen, abnehmbaren Zylinderkopf aus Leichtmetall für zwei Zylinder.
Der Motor hat eine Druckumlaufschmierung mit Zahnradölpumpe, vor der ein Siebfilter eingebaut ist. Die Füllmenge der Ölwanne beträgt 2,5 l. Die angesaugte Luft wird mit einem Ölbadluftfilter gereinigt. Gekühlt wird der Motor mit einem Gebläse, die Gebläsedrehzahl entspricht dem 1,9-fachen der Kurbelwellendrehzahl. Vom Tank wird der Kraftstoff mit einer Membranpumpe zu einem Fallstromvergaser Solex 30 PICT  gefördert. Gezündet wird mit Batteriezündung. Gefiltert wird der Kraftstoff mit Metallsieben, eines im Kraftstofftank und eines in der Kraftstoffpumpe. Im Motorraum sitzt eine 12-V-Batterie mit einer Ladungskapazität von 45 Ah, die von einer mit einem Schmalkeilriemen angetriebenen 355-W-Bosch-Lichtmaschine aufgeladen wird. Der Anlasser wird elektromagnetisch betätigt; er leistet 515 W.
Ab August 1970 war die Motorleistung auf 50 PS (37 kW) gesteigert. Des Weiteren wurde ein Ölkühler mit separater Luftzufuhr aus dem Gebläsekasten eingebaut. Bei der alten Ausführung hatte der Ölkühler die Kühlluftversorgung des dritten Zylinders links vorn behindert, was zur Überhitzung dieses Zylinders und zu einem schweren Motorschaden (Kolbenfresser und/oder Abriss des Auslassventiltellers) führen konnte. Die thermische Entlastung brachte eine höhere Standfestigkeit des Motors bei Dauervollgasfahrten auf der Autobahn.

### Karosserievarianten
Der T2 war ab Werk erhältlich als:
(Preise Modelljahr 1969/August 1968)
- Kastenwagen mit 5 m³ Laderaum, 4,1 m² Ladefläche und 1,225 m hoher Schiebetür (1,06 m breit): 7195 DM (mit Hochdach und 6,2 m³ Laderaum: 8195 DM; dito mit 1,57 m hoher Schiebetür: 8505 DM)
- Kombi (Kastenwagen mit Fenstern): 7550 DM (ohne hintere Sitzbank), ab Modelljahr 73 auch mit Hochdach
- Pritschenwagen mit 4,3 m² Ladefläche (2,7 × 1,57 m) und darunter 0,7 m³ Laderaum - 0,34 m hoch, 1,3 m breit und 1,6 m tief („Tresorraum“): 6995 DM (Plane und Spriegel extra, 4,7 m³ Laderaum)
- Großraum-Holzpritsche mit 5,2 m² Holz-Ladefläche von Westfalia (2,82 × 1,85 m), „Tresorraum“ wie Pritsche: 7500 DM
- Doppelkabine 6-Sitzer mit 2,9 m² Ladefläche (1,85 × 1,57 m), ohne „Tresorraum“, (mit entfernter hinterer Sitzbank: 1,8 m³ Laderaum bzw. 1,4 m² Fläche): 7995 DM (Plane und Spriegel extra)
- Kleinbus („VW-Personen-Transporter“) mit 7 Sitzen: 8490 DM, Achtsitzer: 8540 DM, Neunsitzer: 8590 DM
- Kleinbus L (mit Ausstellfenstern vorn, Uhr, Stahlkurbeldach, Noppenteppich usw.), mit 7 Sitzen: 9700 DM, Achtsitzer („Clipper L“): 9750 DM, Neunsitzer: 9800 DM

### VW T2 Westfalia
Den VW T2 gab es ab Januar 1968 auch als Camperbus in unterschiedlichen Ausstattungsvarianten und Aufbauten. Wie schon den T1 rüstete auch hier der Fahrzeugbauer Westfalia die VW-Fahrzeuge zum Camperbus um. Die erste Westfalia-Serie (01/68 bis 09/68) wurde noch mit Innenraumelementen der bis 1967 gebauten VW-T1-Camperbusse ausgestattet.
| Westfalia Typ | Name         | Legende    |
| ------------- | ------------ | ---------- |
| SO 60         | Campingwagen |            |
| SO 61         | Mosaik       |            |
| SO 67         | Campmobil    | US Export  |
| SO 69/1       | Oslo         |            |
| SO 69/2       | Zürich       |            |
| SO 69/3       | Stockholm    |            |
| SO 69/4       | Brüssel      |            |
| SO 69/5       | Paris        |            |
| SO 69/6       | Rom          |            |
| SO 68/7       | Amsterdam    |            |
| 70            | Campmobil    | Nur Export |
| SO 72/1       | Luxemburg    |            |
| SO 72/2       | Los Angeles  | US Export  |
| SO 72/3       | Helsinki     |            |
| SO 72/4       | Houston      | US Export  |
| SO 72/5       | Madrid       |            |
| SO 72/6       | Miami        | US Export  |
| SO 72/7       | Mosaik       |            |
| SO 72/8       | Mosaik       |            |
| SO 72/9       | Mosaik       |            |
| SO 72/13      | Continental  |            |
| SO 73/1       | Düsseldorf   |            |
| SO 73/3       | Malaga       |            |
| SO 73/5       | Offenbach    |            |
| SO 73/7       | Helsinki     |            |
| SO 73/11      | Oxford       |            |
| SO 76/1       | Berlin       |            |

Weitere, heute nicht mehr näher definierbare Ausstattungsvarianten finden sich unter den Bezeichnungen SO P-21, 22, 24, 27, 28, 30, 31 und SO P-35.
Außer Westfalia boten noch andere Hersteller, zum Beispiel Reimo, Um- beziehungsweise Ausbauten des T2 an. Diese Fahrzeuge sind äußerlich von Westfalia-Modellen meist am vollständig geschlossenen Dach zu unterscheiden. Auch in den USA modifizierten verschiedene Karosseriebauer den T2-Fensterbus (Bay Window) zum Wohnmobil.
Da es beispielsweise in den USA verboten war, in Campingmobilen Herde mit Propangas zu betreiben, konnte VW/Westfalia dort auch keine Fahrzeuge mit einem Gasherd an Bord anbieten. Anstatt eines Propangasherdes wurde dann meist eine zusätzliche klappbare Küchentischablage verbaut. Dahingehend änderte sich für den Export dann auch die Ausstattungsnummer von SO 60/62 in SO 67.
In den USA kostete der T2a Westfalia (Campmobil) der ersten Serie mit einer SO-67-Ausstattung autorisierte VW-Händler im Einkauf ca. 3350 Dollar. Das entsprach damals ca. 13.400 DM.

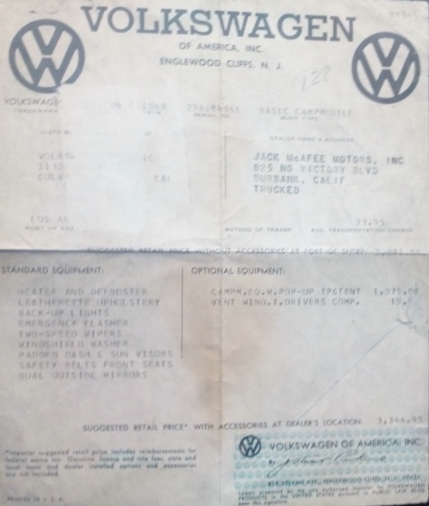

Auch Wilhelm Karmann brachte 1976/77 ein Reisemobil auf den Markt, das auf dem Fahrgestell des T2 aufgebaut war. Es bot Platz und Schlafgelegenheit für vier Personen, hatte eine kleine Küche mit zweiflammigem Gaskocher, Kühlschrank und Spüle; außerdem waren Toilette und Dusche eingebaut.
Mit dem Serienanlauf des T2 führte VW kurzfristig den Namen „Clipper L“ für den gut ausgestatteten Bus ein, der in der Tradition des Sondermodells der T1-Reihe („Samba-Bus“) stehen sollte. Nach Einsprüchen der Fluggesellschaft PanAm, die den Namen für ihre Flugzeuge verwendete, musste die Bezeichnung „Clipper“ wieder aufgegeben werden. Weitere VW-Bus-Modelle mit eigenständigem Namen gab es erst wieder in den 1980er-Jahren beim T3.

## Modellgeschichte

### T2a (August 1967 bis Juli 1971)
Die allererste Baureihe des T2a wurde von August 1967 bis August 1968 gebaut. Nach August 1968 bis Mitte 1971 ist dieser in nur wenigen technischen Details geänderte T2a weitergebaut worden. Diese Modellreihe ist zum Nachfolgemodell (T2 a/b) an der Frontpartie mit den unten liegenden Blinkern und den seitlichen Trittbrettern an der Stoßstange wie auch an der noch rundlichen Heckpartie mit den ovalen Heckleuchten erkennbar. Die hinten offene Rahmengruppe des T2a entspricht in ihrer Geometrie der des T1, ist aber vorn und hinten etwas verlängert worden. Ein Großteil dieser Modellreihe, und hier vor allem die mit den beliebten Westfaliaausstattungen, sind vorrangig auf dem US-Markt verkauft worden. Dort wurde er dann, wie auch der VW „Käfer“, zu einem beliebten Sinnbild der dortigen Flower-Power-Bewegung.

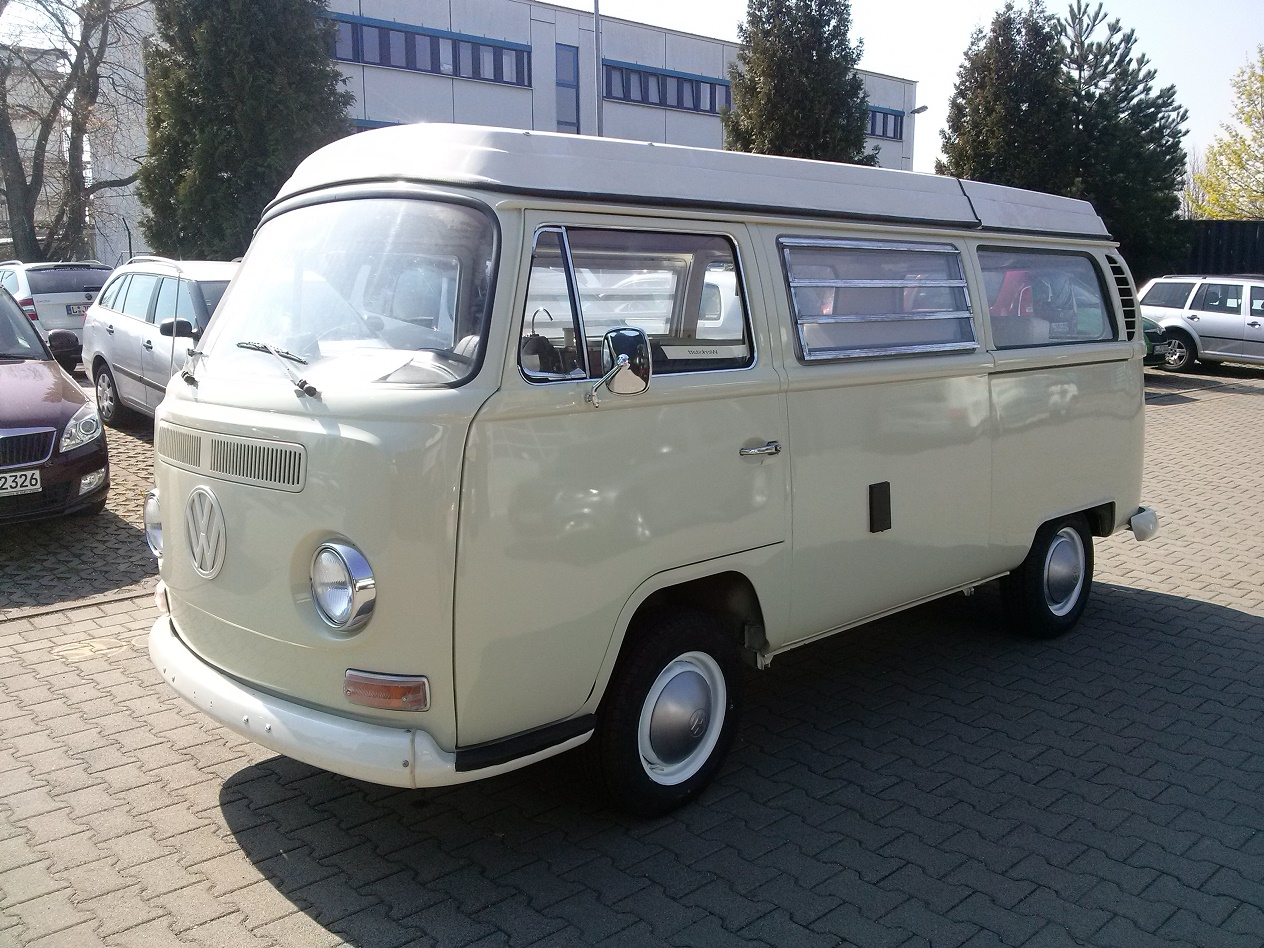
T2a Westfalia (SO 67), Erste Serie, Original Teilrestauriert
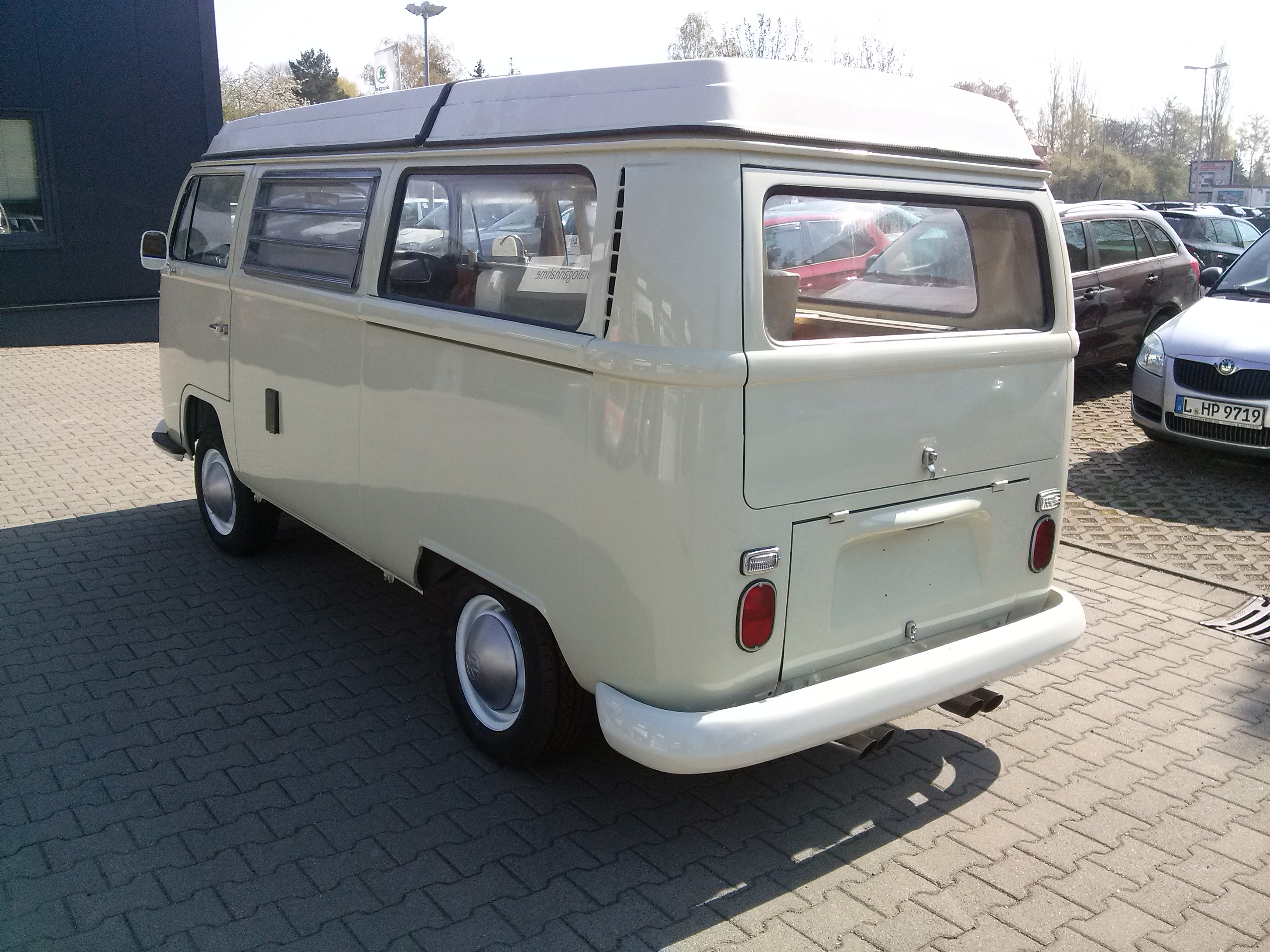
Heckansicht
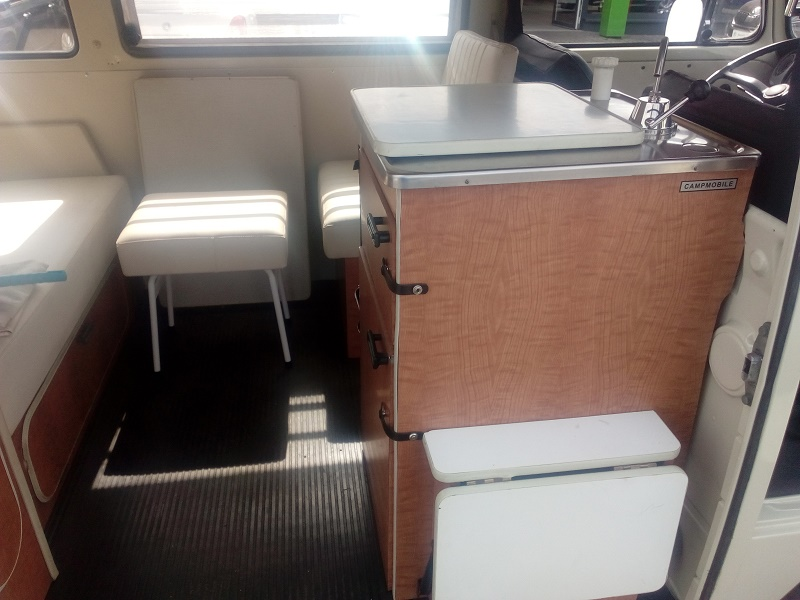
Innenbereich
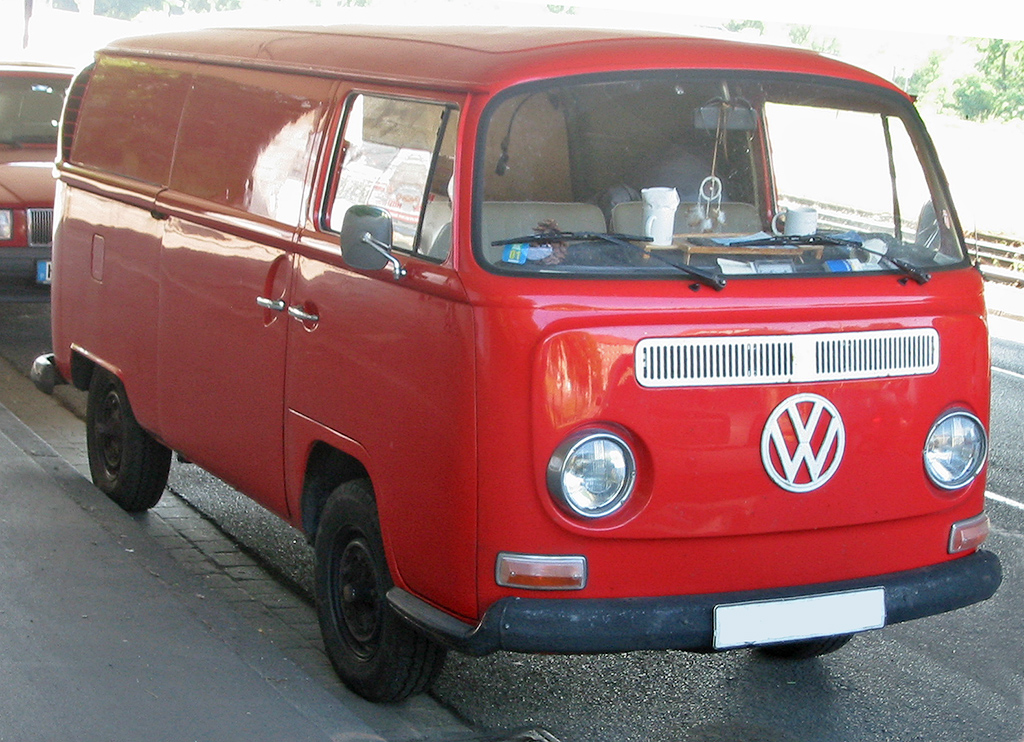
T2a Kastenwagen, Modelljahr 1969, ex 21F TSF, Front
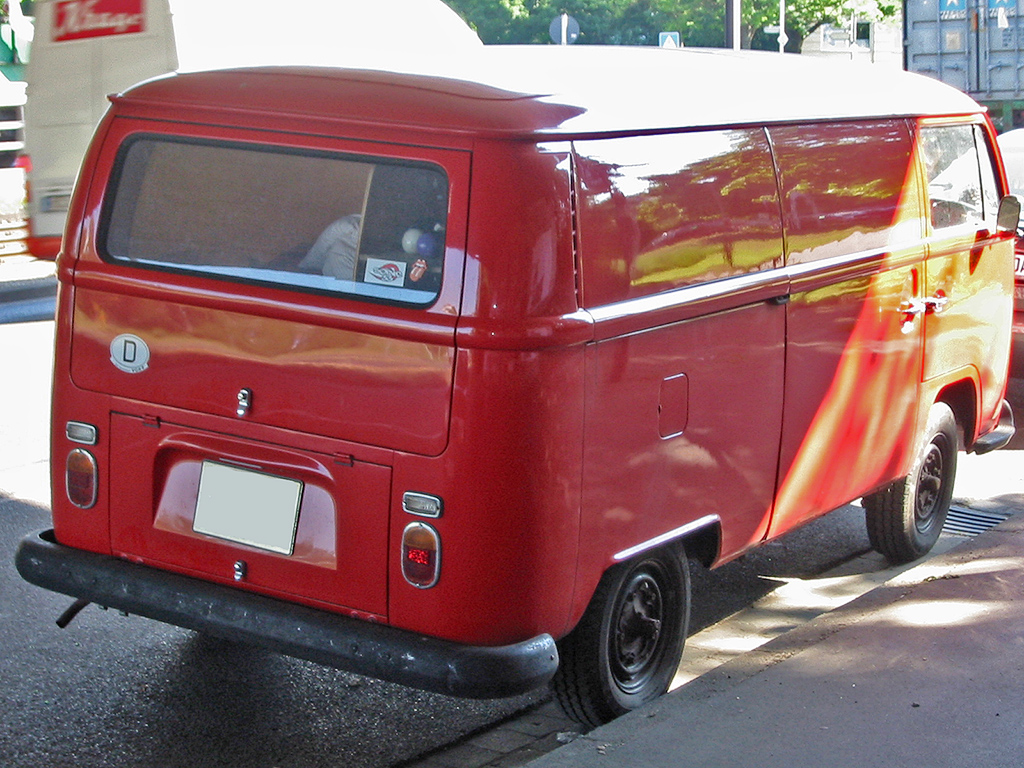
T2a Kastenwagen, Modelljahr 1969, Heck
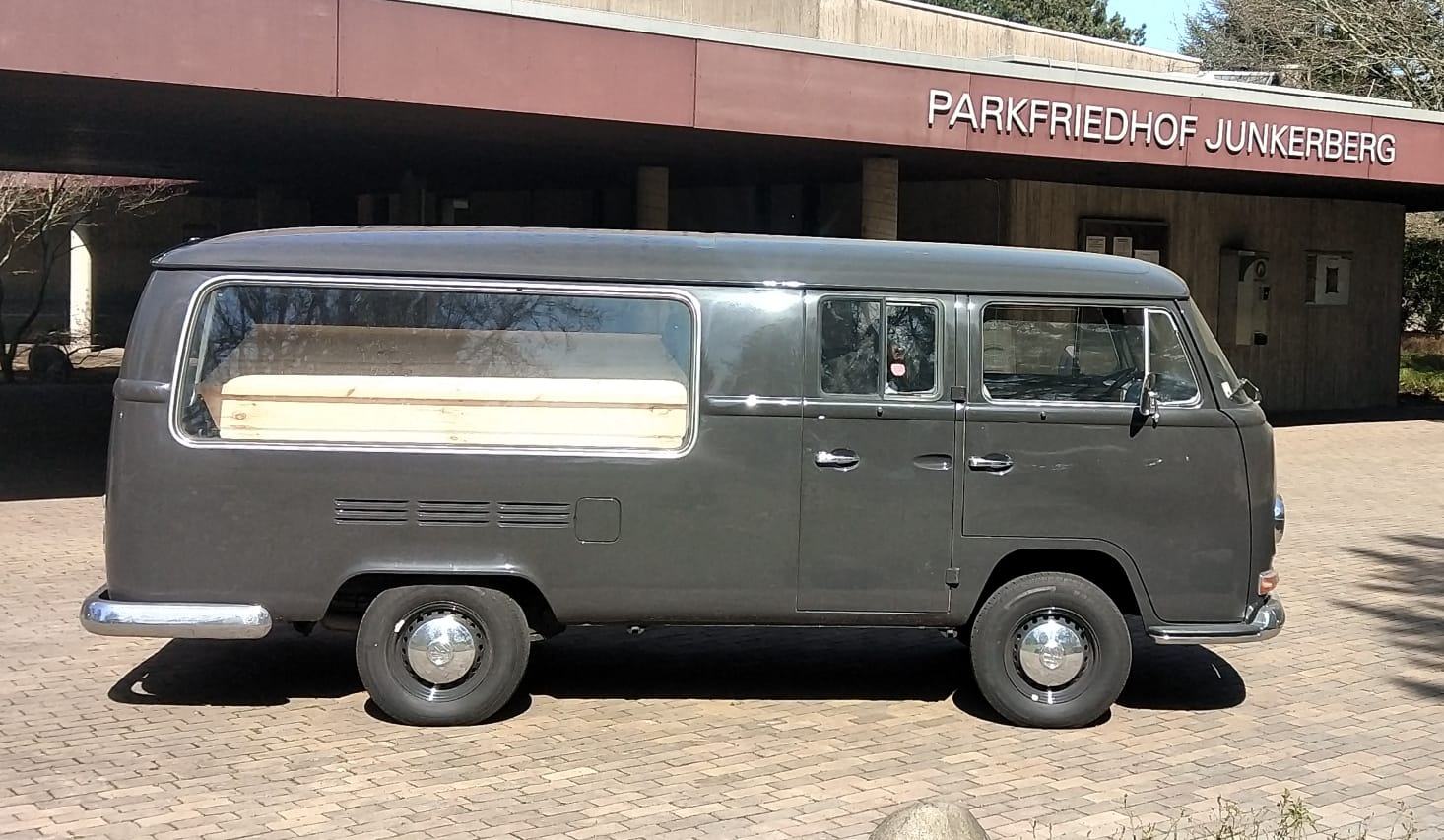
T2a Doka Leichenwagen Bj. 1971
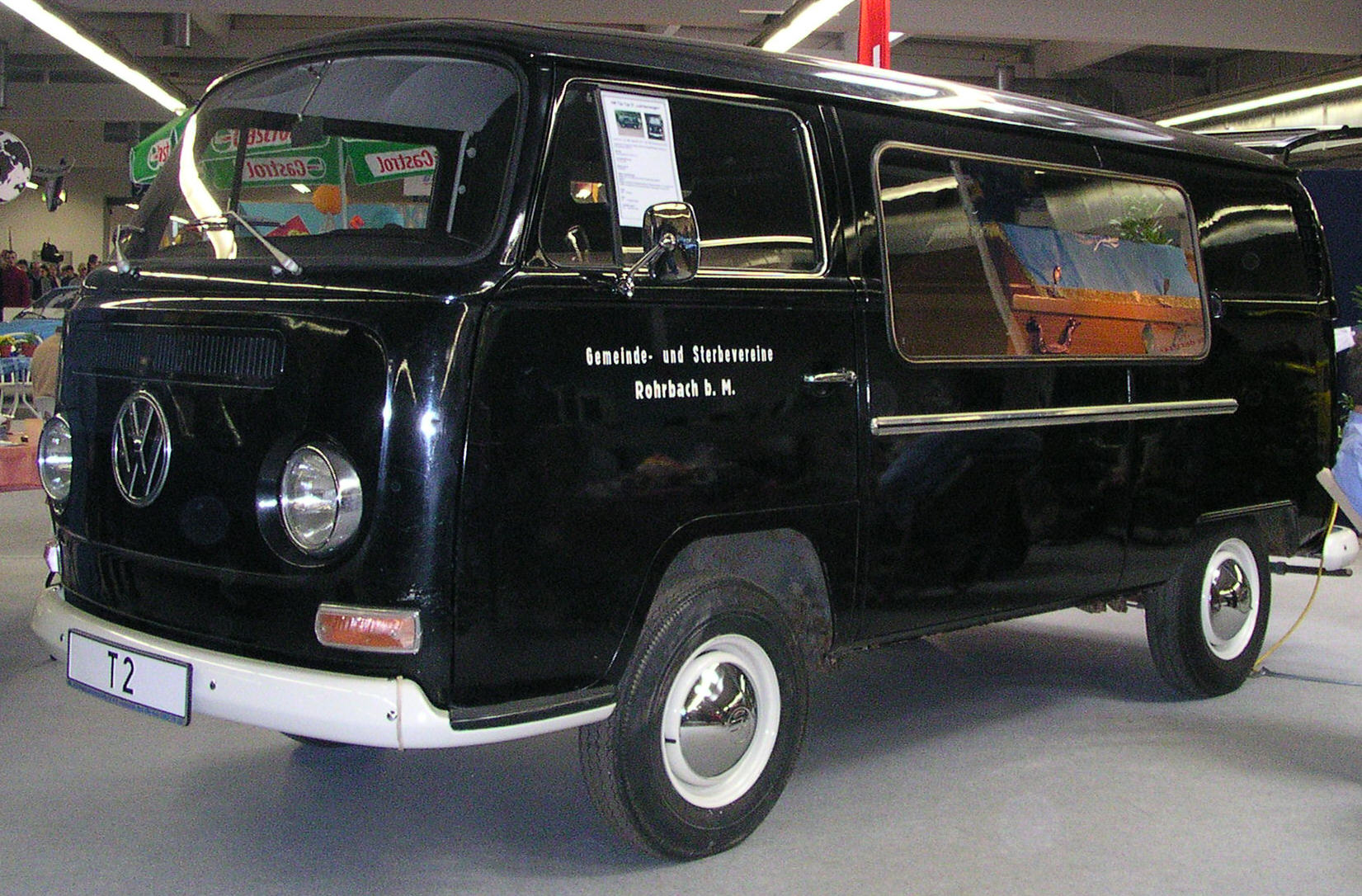
T2a Leichenwagen

### T2a/b (Modelljahr 1972)
(August 1971 bis Juli 1972)

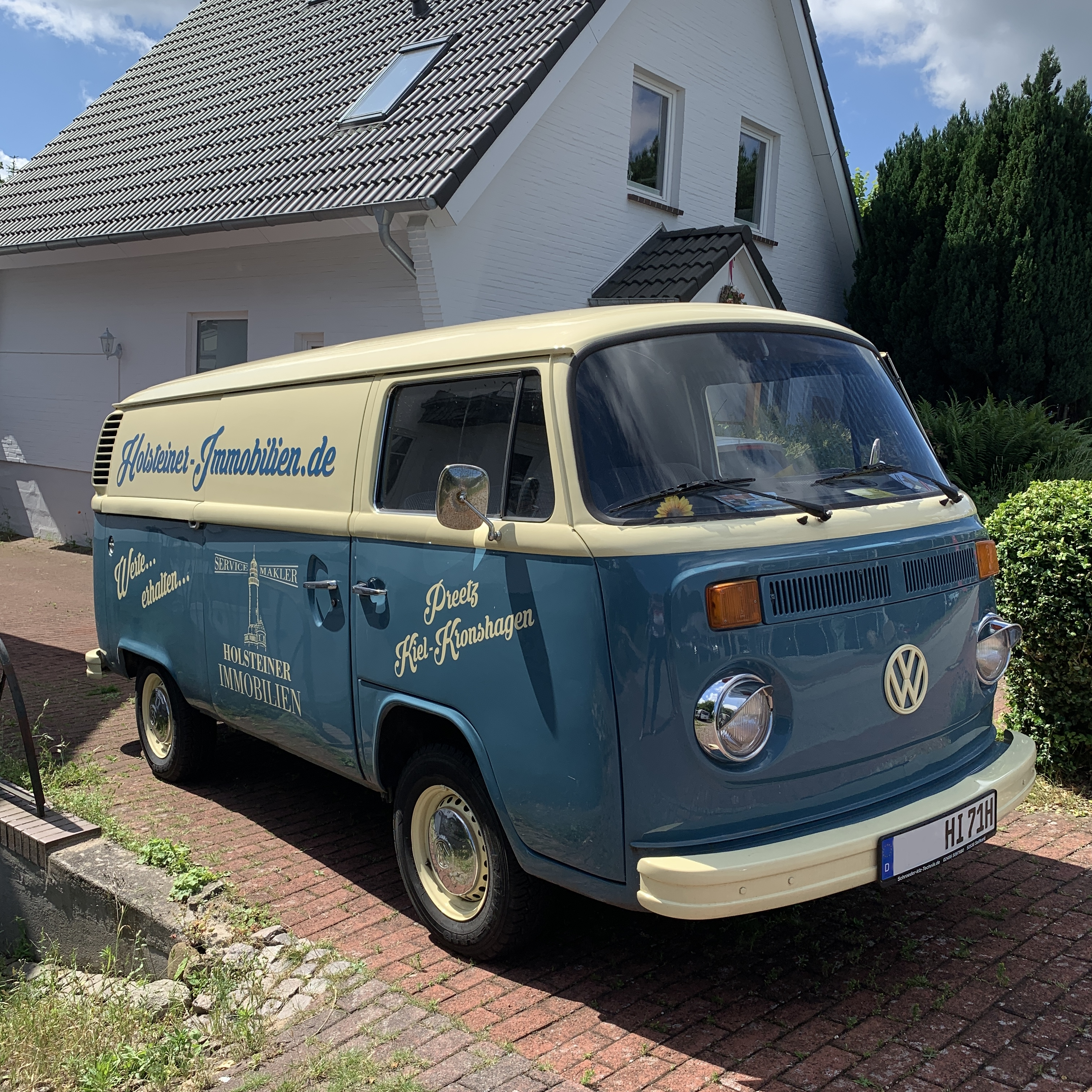
VW T2 Kasten (1971)

Bei diesem Typ handelt es sich um eine Mischform als Zwischenmodell mit Karosseriebestandteilen sowohl des T2a (Blinker vorne unten, Stoßfänger in der alten Form) als auch des T2b (große Rückleuchten, größere „Ohren“ zur Luftansaugung des Motors, vorne Scheibenbremsen). Er wird in der VW-Bulli-Szene auch gerne als Zwitter bezeichnet.

### T2b (August 1972 bis Juli 1979)

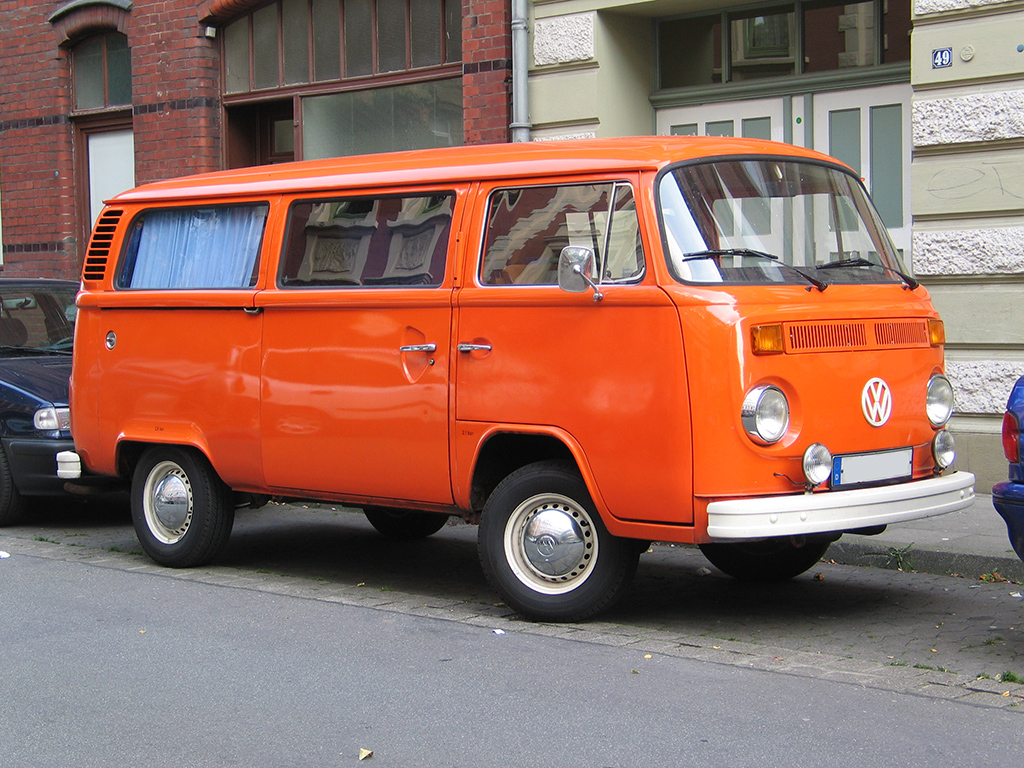
T2b Bus mit falschen Radkappen Ex-Einsatzfahrzeug Katastrophenschutz
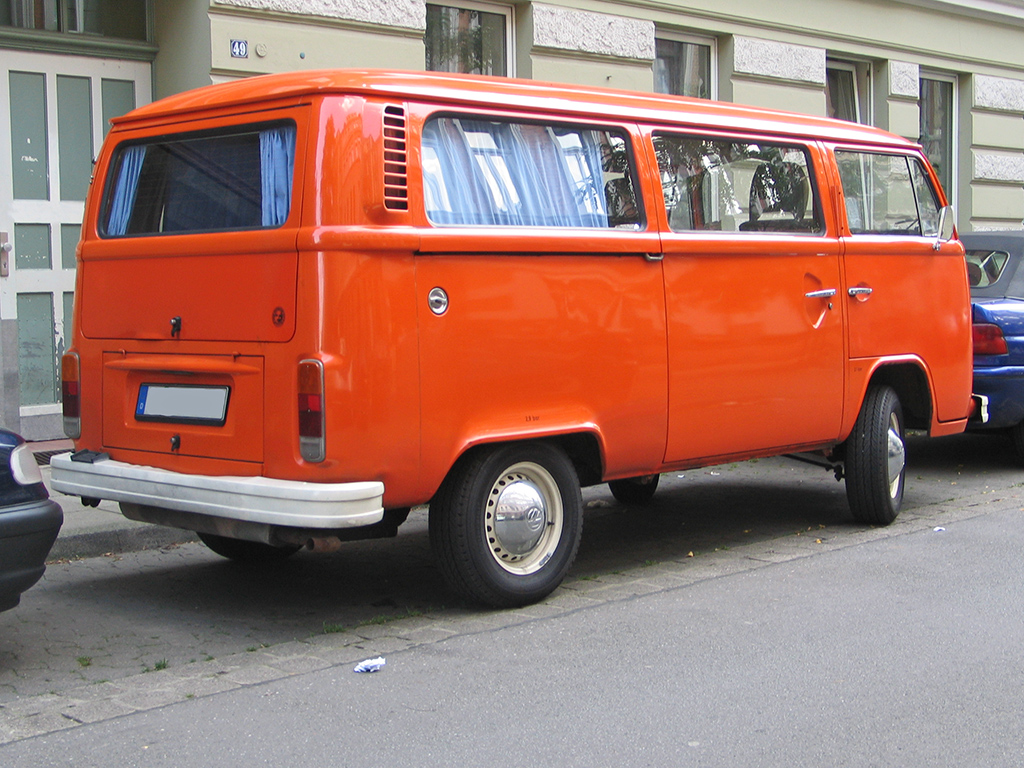
T2b Bus mit Flachmotor (Auspuff rechts)
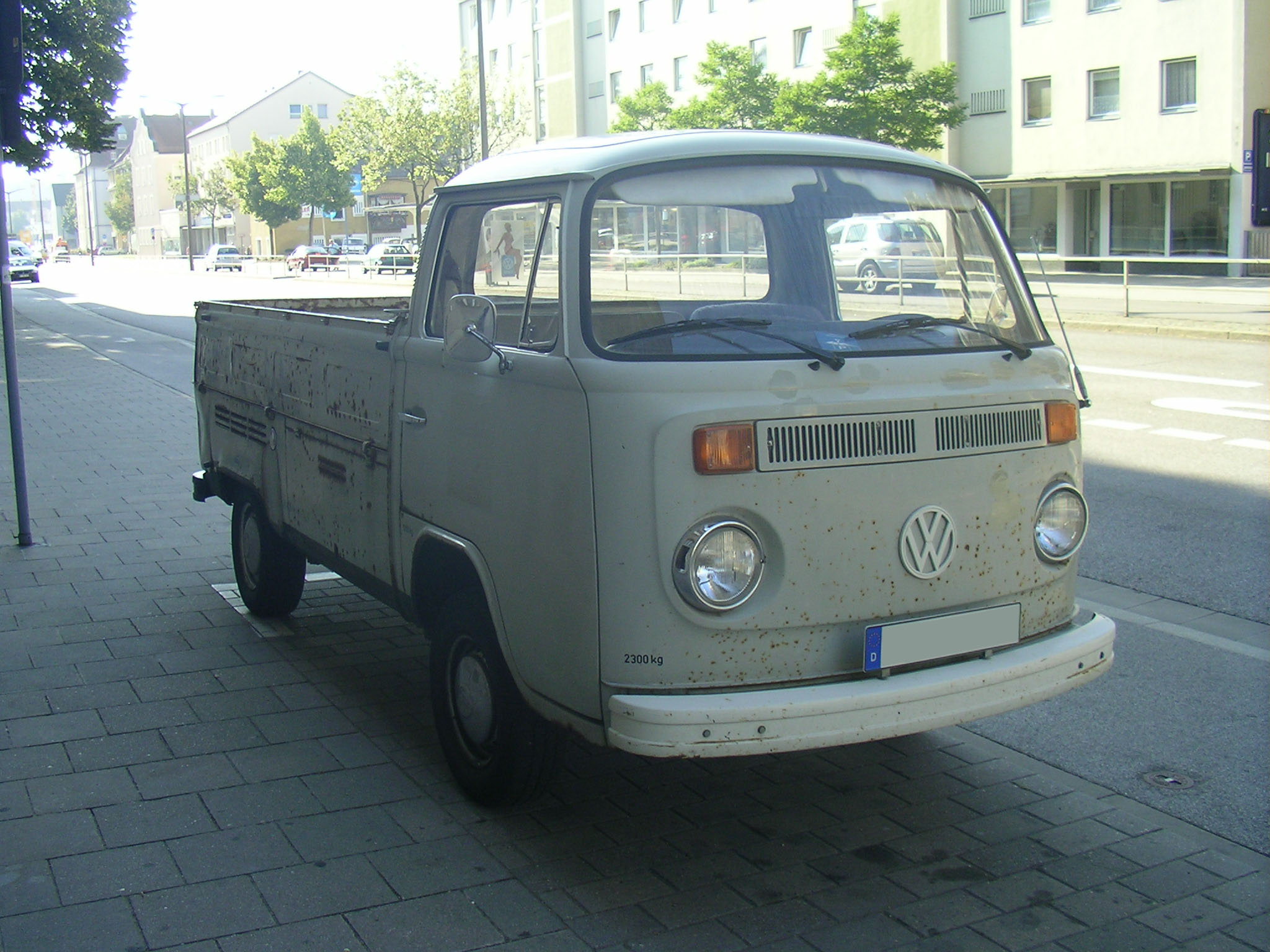
T2b Pritschenwagen Frontansicht
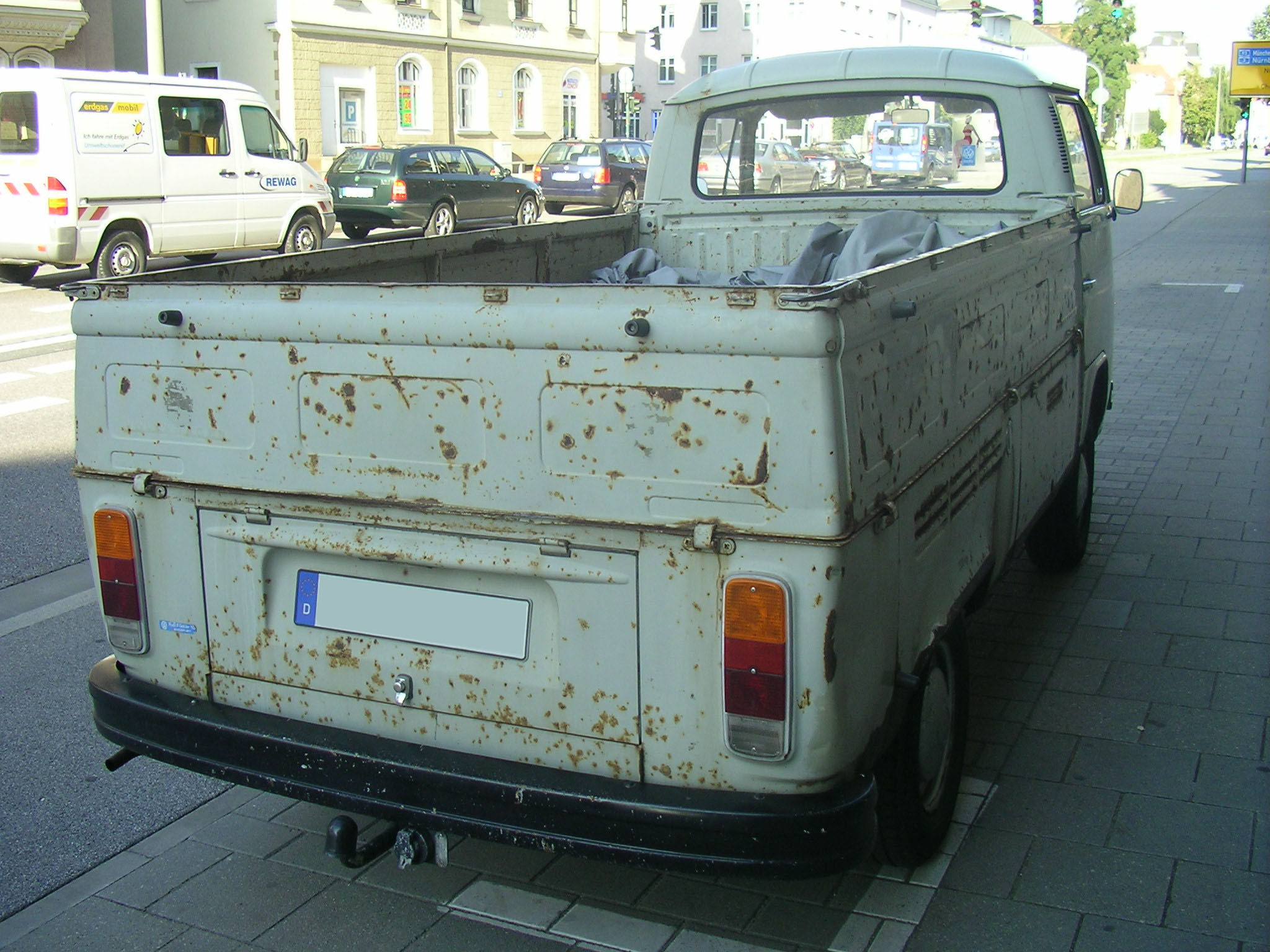
T2b Pritschenwagen Heckansicht
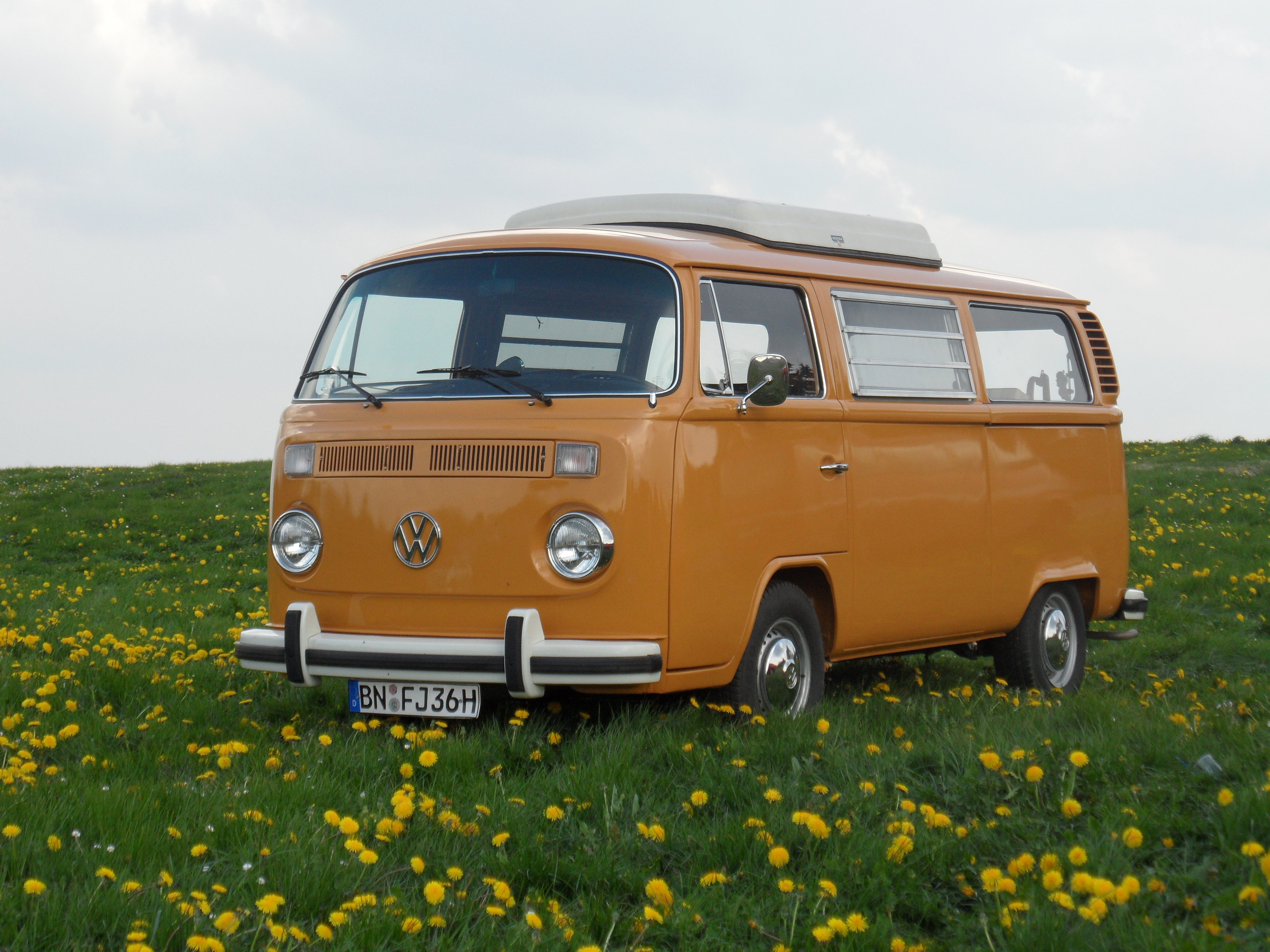
T2b „Camper“
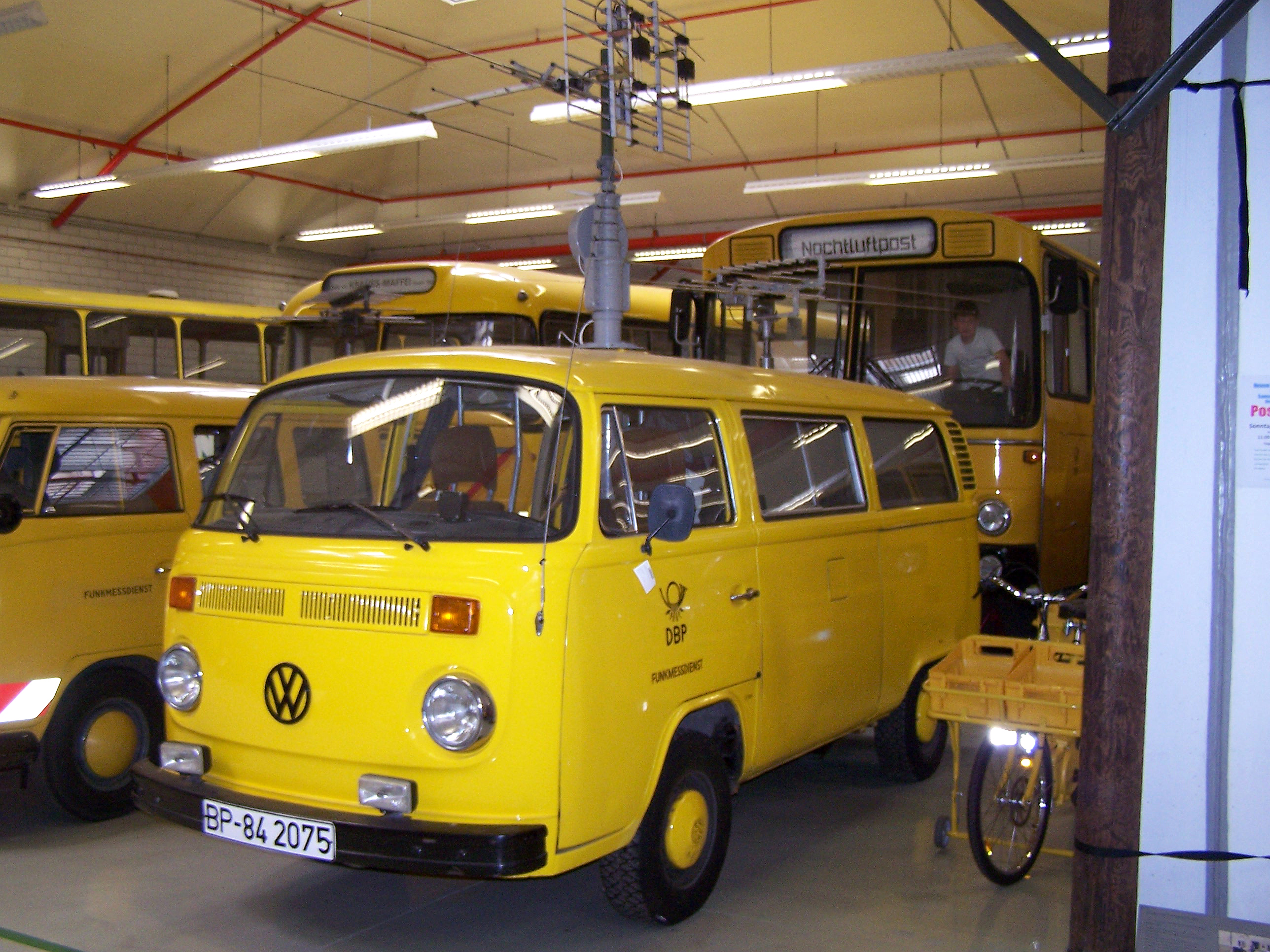
VW T2 der DBP als Funkmesswagen im Museumsdepot des Museums für Kommunikation in Heusenstamm
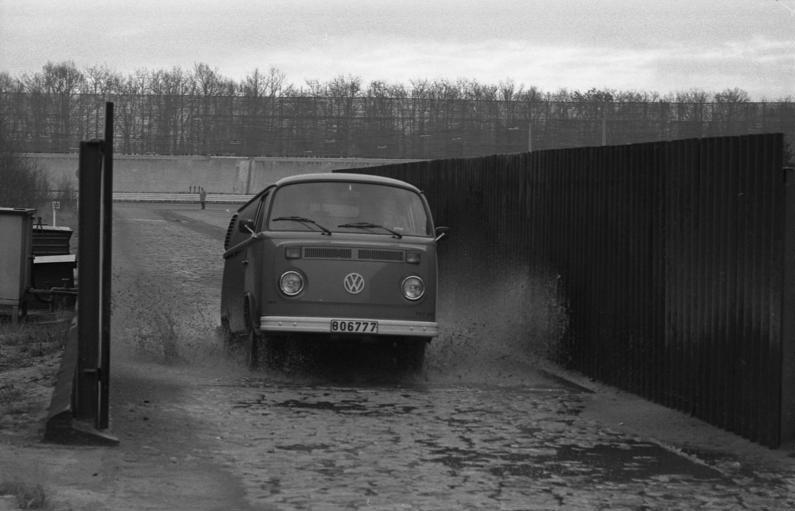
T2 auf der VW-Teststrecke in Wolfsburg, 25. Januar 1973
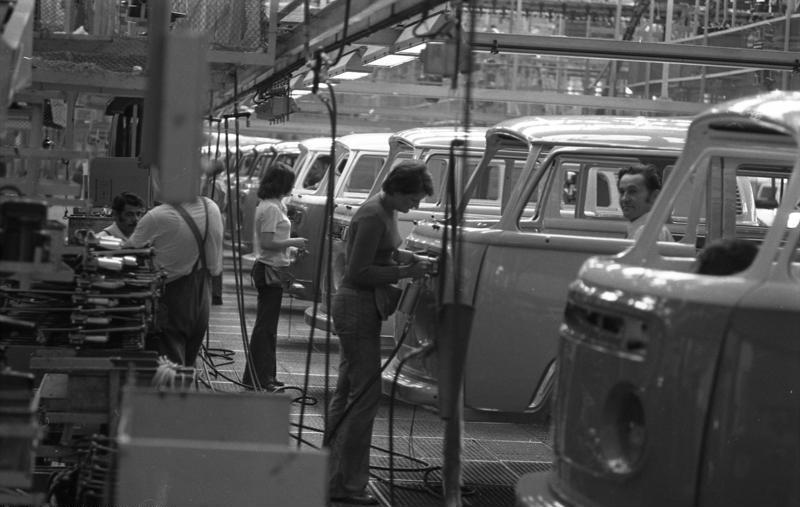
Montage des T2 im VW-Werk Hannover

Bereits mit dem Modelljahr 1971 (Mitte 1970) wurden weitere Verbesserungen am T2 eingeführt, die sich im Wesentlichen auf die Fahrwerkskomponenten und die Fahrzeugsicherheit bezogen:
- verstärkte Rahmengruppe mit gabelförmigem Deformationselement vorn (Y-Träger) und vorgewölbter doppelter Frontschürze unter der Stoßstange (Querschiene mit Dämpfungseigenschaften), zur Aufnahme von Längskräften im Falle eines Aufpralls, sowie geschlossener Heckrahmenpartie ebenfalls mit Verstärkungsblechen,
- Scheibenbremsen vorn serienmäßig (Hersteller Ate, entsprechen denen des Mercedes-Benz W 114/115 („Strich-Acht“), daher auch der neue Lochkreis 5 × 112 der Räder) mit vergrößertem Achskörper und dadurch längerem Federweg und breiterer Spurweite, als Zusatzausstattung mit Bremskraftverstärker (bei Flachmotoren ab Mitte 1971 Serie),
- breitere Trommelbremsen hinten, dadurch um ca. 4 cm verbreiterte Spurweite,
- neue Fünfloch-Stahlräder, zu erkennen an den flachen Radkappen und dem neuen Raddesign, um die Radkappe herum runde Löcher,
- geteilte Sicherheitslenksäule,
- Sicherheitsgurte für Fahrer- und Beifahrersitzplätze serienmäßig sowie
- Dreipunktaufhängung des Motor-Getriebeblocks mit veränderter Einbaugeometrie, dadurch höhere Bodenfreiheit und verlängerter Federweg auch hinten.
- akustische Dämpfung durch gummigelagerte Antriebseinheit, Tankschott und Motorraumauskleidung
- zusätzliche Montageluke in der Gepäckablage über dem Motorraum (nur für flachen Motor)
- Karosserie: kantigere Heckpartie und breite Stoßstangen, rechteckige große Heckleuchten, breitere Motorraumklappe, nach hinten versetzte Tankklappe, ausgestellte Kotflügel vorn, Trittstufen vorn innen, rechteckige Blinker im Kühlluftgrill integriert, nach innen gekröpfte Regenrinne, flacheres Dach (wegen höherer Bodenfreiheit)
- elektrisches Zusatzgebläse für die Heizung und verbesserte Warmluftführung im Fahrgastraum (Sonderausstattung).

Die Überarbeitung des Hecks wurde erforderlich, weil gegen Aufpreis ab Mitte 1971 der aus dem Motor des VW 411/412 entwickelte Flachmotor (Baureihe CA) mit Zweivergaseranlage im Programm war, der aus 1700 cm³ Hubraum 66 PS (49 kW) Leistung (62 PS/46 kW mit der ab 1972 angebotenen Dreigang-Automatik) erzeugte. Später wurde der Flachmotor auf 1800 cm³ Hubraum (68 PS/50 kW) und schließlich auf 2000 cm³ (70 PS/51 kW) vergrößert. Die Spitzengeschwindigkeit stieg von 110 km/h auf bis zu 130 km/h. Der Kraftstoffverbrauch der Flachmotoren war deutlich höher – um die 14 Liter/100 km waren in der Praxis üblich. Für den Pritschenwagen wurde der größere Motor nicht angeboten.
Das Lüfterrad für die Gebläsekühlung saß beim Flachmotor direkt auf der Kurbelwelle, was die Motorkühlung erheblich verbesserte. Der gegenüber dem serienmäßigen 50-PS-(37-kW)-Motor um 20 kg schwerere Flachmotor hatte bei Nenndrehzahl einen Luftdurchsatz von 800 Liter/Sekunde; der 50-PS-(37-kW)-Motor mit dem hohen Gebläsekasten nur 620 Liter/Sekunde. Zur besseren Erreichbarkeit der beiden Vergaser hatten die Transporter mit Flachmotoren ab Mitte 1972 einen oberen Deckel im Laderaum. Äußeres Kennzeichen der Flachmotor-Modelle war das Auspuffendrohr auf der rechten Fahrzeugseite.
Auffälligste Änderung zum T2a ist die Frontpartie mit den rechteckigen Blinkern, die oben in das Lüftungsgitter integriert wurden. Die dickeren Stoßstangen erhielten den Beinamen „Eisenbahnschienen“.
Mitte 1971 bekamen auch die Transporter für das bereits 1968 eingeführte VW-Diagnosesystem im Motorraum eine Steckdose. Mit einem neuen Servicekonzept entfiel ab August 1977 bei allen VW-Modellen der Anschluss wieder.
Ab 1974 war zunächst der Kastenwagen mit verstärktem Chassis und einer damit erhöhten Nutzlast von 1,2 Tonnen erhältlich; im Jahr darauf auch der Kombi.
Seit 1978 kommen bei allen Transportern serienmäßig vorne zwei Automatik-Dreipunktgurte zum Einbau.
Bei den Modellen Kleinbus und Kleinbus L, anfangs von VW als Clipper L (s. o.) bezeichnet, reichte bei der zweifarbigen Ausführung die Dachfarbe zunächst nur bis zur Regenrinne (Modell 1968–72), ab Modell 1973 bis unter den Karosseriewulst (Gürtellinie). Der Name „Clipper“ hat sich unter den T2-Freunden für den Bus bis Modell 1972 etabliert. Man spricht vom Clipper N (normal), wenn es sich um einen Bus ohne Chromzierrat handelt, von einem Clipper L (Luxus) bei einem Bus mit Chromtrimm. Ab Januar 1968 gab es sowohl für den einfachen Kombi Typ 23 als auch für den Typ 22/24 (Clipper) auf Wunsch ein Stahlschiebedach.
Im letzten Modelljahr 1979 kostete der günstigste Transporter als Kastenwagen 14.540 DM, als Kombi 15.260 DM, als Pritsche 14.435 DM und als Bus 17.075 DM.

### T2b Typ 2150 „Elektrotransporter“ (1970er Jahre)

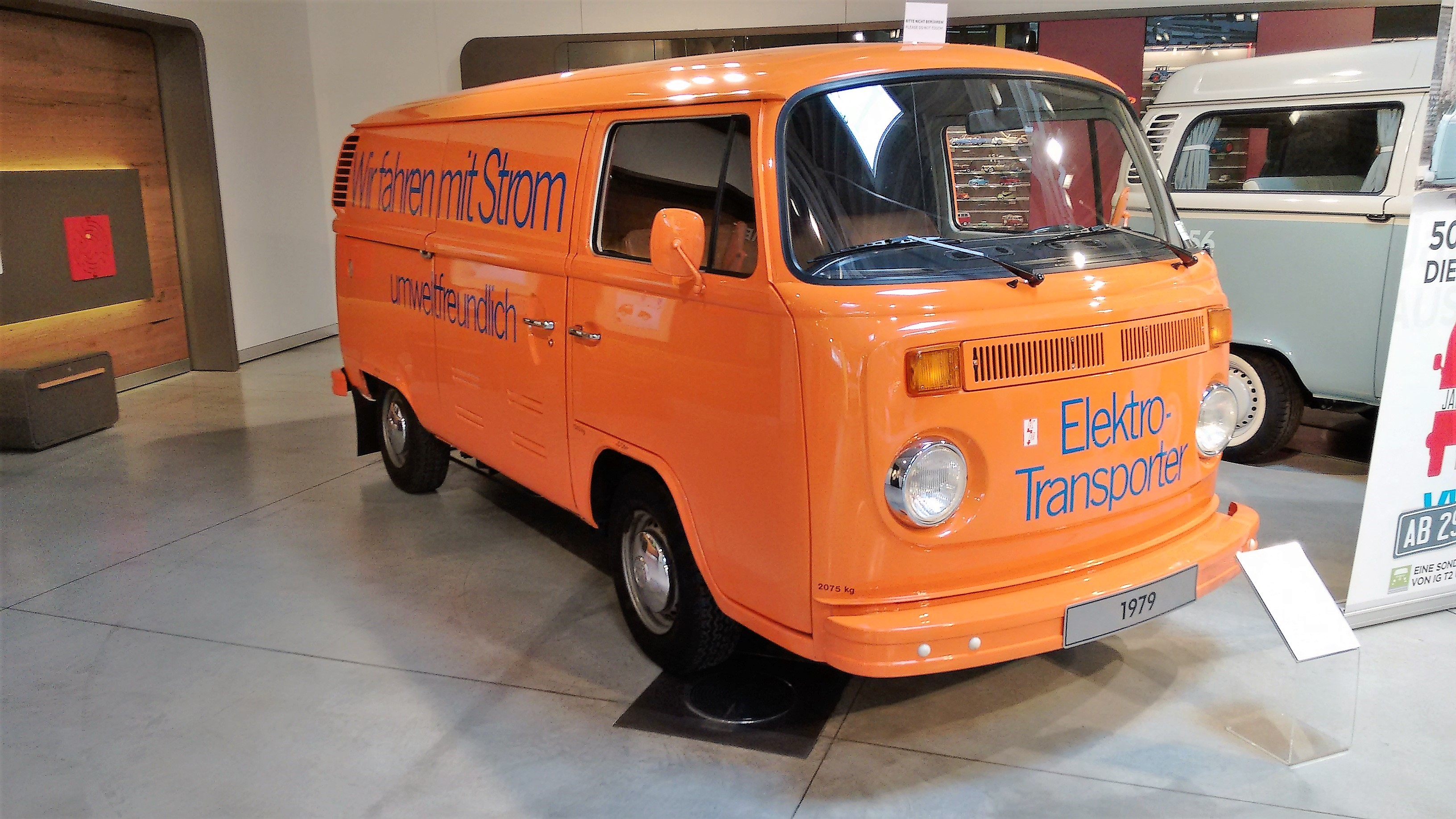
1979 zugelassener „Elektro-Transporter“, präsentiert im PS-Speicher in Einbeck

In den 1970er Jahren produzierte VW einen auch T2b Typ 2150 „Elektrotransporter“ genannten und zum Elektrofahrzeug umgerüsteten „Bulli“. Anfang der 1970er Jahre suchte die Automobilindustrie angesichts des nicht zuletzt durch die erste Ölkrise gestiegenen Bewusstseins bezüglich knapper werdender Ressourcen nach alternativen, umweltfreundlichen und zukunftsweisenden Antrieben. Ein Ergebnis dieser Überlegungen bei Volkswagen war der erste elektrische VW Transporter, der ein großes Medienecho erregte: Das war auch gewollt, denn mit zunächst vorgesehenen „10 bis 20 Fahrzeugen“ wollten die Ingenieure seinerzeit Denkanstöße geben – insbesondere im Hinblick auf eine Unabhängigkeit vom Erdöl.
Als erster Kunde erhielten die Stadtwerke in Stade einen elektrisch angetriebenen T2. Bei einem erfolgreichen Verlauf des ambitionierten Volkswagen-Projektes wollte VW in einer zweiten Stufe, etwa ab dem Jahr 1974, rund 200 zusätzliche Fahrzeuge herstellen, damit weitere Erfahrungen gesammelt würden und auf noch breiterer Basis die Entwicklung fortgeführt werden könnte.

### T2c (aus Mexiko und Brasilien)

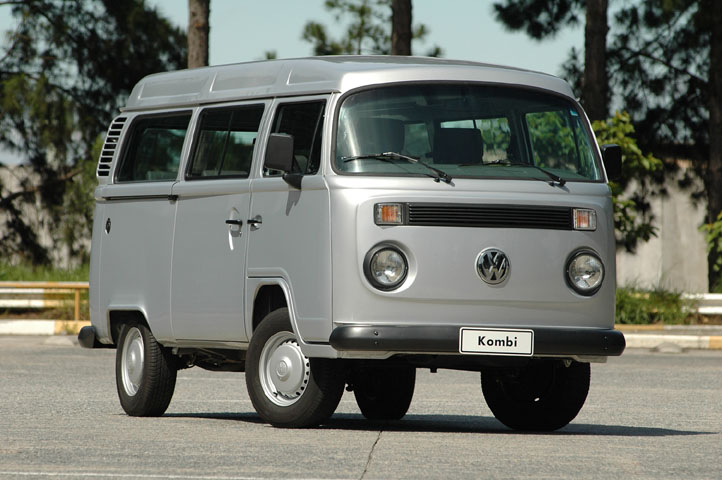
VW-Bus T2c „Prata“, letzte luftgekühlte Ausführung (2005)
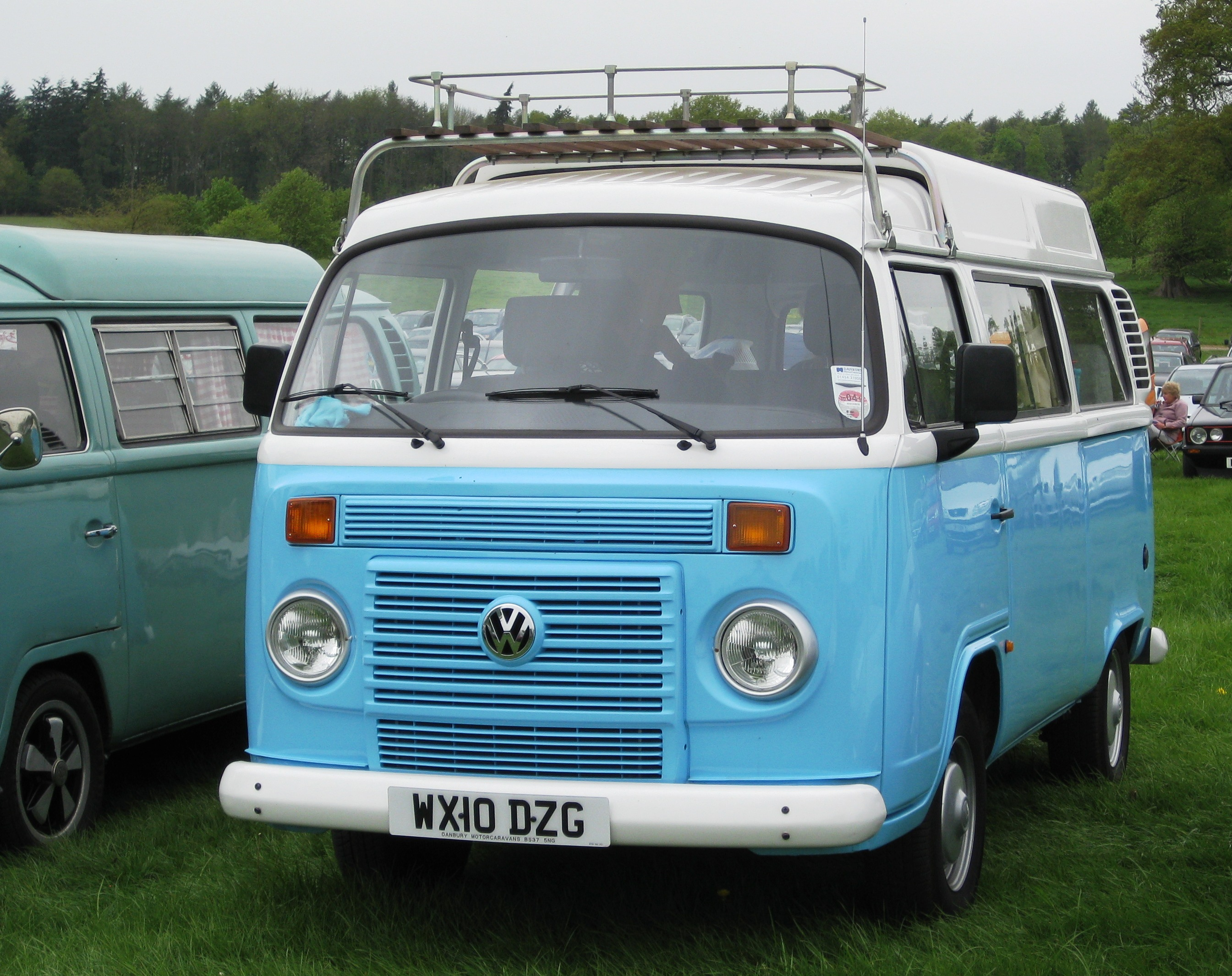
VW-Bus T2c mit wassergekühltem Motor (2010)

Im Werk São Bernardo do Campo (Brasilien) wurde erst 1997 das „Mischmodell“ (T1 mit Fahrerhaus des T2, auch als „T1½“ bezeichnet) vom T2c abgelöst, der bis Dezember 2005 mit luftgekühltem Heckmotor und G-Kat gebaut wurde. Die Produktionswerkzeuge kamen von Volkswagen de México aus dem Werk Puebla, wo der luftgekühlte 1,6-Liter-Motor zum Modelljahr 1988 durch den aus Golf und Passat bekannten wassergekühlten Reihenvierzylindermotor mit 1,8 Liter Hubraum ersetzt wurde. Gleichzeitig erhielt der mexikanische T2, dort als „Combi“ und „Panel“ (Kastenwagen) bezeichnet, einen großen Kühlergrill aus schwarzem Kunststoff und recht wuchtige Stoßstangen aus dem gleichen Material. Im Modelljahr 1989 wurde das Angebot um den „Caravelle“ erweitert, eine luxuriöse Bus-Variante mit Metallic-Lackierung und getönten Scheiben. Die 1991er Modelle erhielten erstmals das erhöhte, kantige Dach – das auffälligste Merkmal der „T2c“ genannten Generation.
1995 wurde die Produktion des T2c in Mexiko eingestellt, jedoch nicht der Verkauf. Dort wurden dann aus Brasilien importierte T2c angeboten, nach wie vor mit dem wassergekühlten 1,8-Liter-Motor. Diese Variante war in Brasilien jedoch nicht erhältlich. Der Verkauf des T2c in Mexiko endete erst 2001, als dort der T4 vorgestellt wurde.
Der in Brasilien bis Dezember 2013 produzierte „Kombi“ besitzt nicht die Kunststoff-Stoßstangen der mexikanischen Version, sondern die runden Metall-Stoßstangen des „T1½“, deren Form an die des T2a erinnert. Allerdings fehlen die integrierten Trittbretter. Die Produktion der luftgekühlten Version des T2c endete im Dezember 2005 mit der Sonderserie „Prata“ („Silber“).
Seit 2006 wurde der T2c in São Bernardo do Campo mit einem wassergekühlten Motor gebaut, hierzu wurde er – wie zuvor schon der in bzw. für Mexiko produzierte T2c sowie die in den 1980er Jahren erhältliche Diesel-Version des „T1½“ – mit einem Kühlergrill aus schwarzem Kunststoff ausgestattet. Verwendet wird der Motor EA 111 („Entwicklungsauftrag“) mit 1390 cm³ in „TotalFlex“-Ausführung; er kann also mit Benzin oder Ethanol in jeder beliebigen Mischung gefahren werden. Die Leistung des Motors wird mit 59 kW (80 PS) angegeben, die erreichbare Höchstgeschwindigkeit mit 130 km/h.
Zum Ende der Produktion des T2c in Brasilien und damit der zweiten Transporter-Generation insgesamt wurde eine auf 1200 Stück limitierte Sonderserie 56 Años Kombi – Last Edition angeboten.
Der Grund für die Einstellung war, dass in Brasilien seit dem 1. Januar 2014 für Neufahrzeuge Airbags und ABS vorgeschrieben sind. Eine Mitte Dezember 2013 diskutierte Verschiebung dieser Regelung wurde schnell verworfen.

## Technische Daten
|                                                           | 1600 | 1600 | 1700 | 1800 | 2000 |
| --------------------------------------------------------- | --- | --- | --- | --- | --- |
| Bauzeitraum                                               | (1967–70) | (1970–79) | (1971–73) | (1973–75) | (1975–79) |
| Motor                                                     | 4-Zylinder-Boxermotor (Viertakt) | 4-Zylinder-Boxermotor (Viertakt) | 4-Zylinder-Boxermotor (Viertakt) | 4-Zylinder-Boxermotor (Viertakt) | 4-Zylinder-Boxermotor (Viertakt) |
| Verdichtungsverhältnis                                    | 7,7:1 | 7,7:1 | | | |
| Bohrung × Hub in mm                                       | 85,5 × 69 | 85,5 × 69 | 90 × 66 | 93 × 66 | 94 × 71 |
| Hubraum                                                   | 1584 cm3 | 1584 cm3 | 1679 cm3 | 1795 cm3 | 1970 cm3 |
| Nennleistung nach DIN 70020 bei min−1                     | 34,5 kW (47 PS) / 4000 | 36,8 kW (50 PS) / 4000 | 48,5 kW (66 PS) / 4800 45,6 kW (62 PS) (1) / 4200                                                                                         | 50 kW (68 PS) / 4200 | 51,5 kW (70 PS) / 4200 |
| Max. Drehmoment nach DIN 70020 bei min−1                  | 104 Nm (10,6 kpm) / 2200 | 106 Nm (10,8 kpm) / 2800 | 113,7 Nm (11,6 kpm) / 3200 115,6 Nm (11,8 kpm) (1) / 3200                                                                                 | 129,4 Nm (13,2 kpm) | 141,2 Nm (14,4 kpm) / 2800 |
| Gemischaufbereitung                                       | Ein Fallstromvergaser Solex | Ein Fallstromvergaser Solex | Zwei Fallstromvergaser Solex | Zwei Fallstromvergaser Solex | Zwei Fallstromvergaser Solex |
| Gemischaufbereitung                                       | 30 PICT-2 | 34 PICT-3 | 34 PDSIT-2/-3 | 34 PDSIT-2/-3 | 34 PDSIT-2/-3 |
| Ventilsteuerung                                           | OHV-Ventilsteuerung (Stoßstangen und Kipphebel, zentrale Nockenwelle, Stirnräder)                                                         | OHV-Ventilsteuerung (Stoßstangen und Kipphebel, zentrale Nockenwelle, Stirnräder)                                                         | OHV-Ventilsteuerung (Stoßstangen und Kipphebel, zentrale Nockenwelle, Stirnräder)                                                         | OHV-Ventilsteuerung (Stoßstangen und Kipphebel, zentrale Nockenwelle, Stirnräder)                                                         | OHV-Ventilsteuerung (Stoßstangen und Kipphebel, zentrale Nockenwelle, Stirnräder)                                                         |
| Kühlung                                                   | Luftkühlung mit Gebläse | Luftkühlung mit Gebläse | Luftkühlung mit Gebläse | Luftkühlung mit Gebläse | Luftkühlung mit Gebläse |
| Getriebe                                                  | 4-Gang-Getriebe, Mittelschaltung | 4-Gang-Getriebe, Mittelschaltung | 4-Gang-Getriebe, Mittelschaltung ab 1972 a. W. 1700 mit 62 PS und Dreigang-Automatik (ab 1973: 1800, ab 1975: 2000)                       | 4-Gang-Getriebe, Mittelschaltung ab 1972 a. W. 1700 mit 62 PS und Dreigang-Automatik (ab 1973: 1800, ab 1975: 2000)                       | 4-Gang-Getriebe, Mittelschaltung ab 1972 a. W. 1700 mit 62 PS und Dreigang-Automatik (ab 1973: 1800, ab 1975: 2000)                       |
| Radaufhängung vorn                                        | Kurbellenkerachse mit Kugelgelenken, 2 querliegende Federstäbe (Pakete)                                                                   | Kurbellenkerachse mit Kugelgelenken, 2 querliegende Federstäbe (Pakete)                                                                   | Kurbellenkerachse mit Kugelgelenken, 2 querliegende Federstäbe (Pakete)                                                                   | Kurbellenkerachse mit Kugelgelenken, 2 querliegende Federstäbe (Pakete)                                                                   | Kurbellenkerachse mit Kugelgelenken, 2 querliegende Federstäbe (Pakete)                                                                   |
| Radaufhängung hinten                                      | Schräglenkerachse, querliegende Federstäbe                                                                                                | Schräglenkerachse, querliegende Federstäbe                                                                                                | Schräglenkerachse, querliegende Federstäbe                                                                                                | Schräglenkerachse, querliegende Federstäbe                                                                                                | Schräglenkerachse, querliegende Federstäbe                                                                                                |
| Bremsen                                                   | Trommelbremsen rundum (vorn und hinten Ø 250 mm) ab Herbst 1970: Scheibenbremsen vorne (Ø 278 mm), Trommeln hinten (Ø 252 mm)             | Trommelbremsen rundum (vorn und hinten Ø 250 mm) ab Herbst 1970: Scheibenbremsen vorne (Ø 278 mm), Trommeln hinten (Ø 252 mm)             | Trommelbremsen rundum (vorn und hinten Ø 250 mm) ab Herbst 1970: Scheibenbremsen vorne (Ø 278 mm), Trommeln hinten (Ø 252 mm)             | Trommelbremsen rundum (vorn und hinten Ø 250 mm) ab Herbst 1970: Scheibenbremsen vorne (Ø 278 mm), Trommeln hinten (Ø 252 mm)             | Trommelbremsen rundum (vorn und hinten Ø 250 mm) ab Herbst 1970: Scheibenbremsen vorne (Ø 278 mm), Trommeln hinten (Ø 252 mm)             |
| Karosserie                                                | Selbsttragende Ganzstahl-Karosserie mit Längs- und Querträgern                                                                            | Selbsttragende Ganzstahl-Karosserie mit Längs- und Querträgern                                                                            | Selbsttragende Ganzstahl-Karosserie mit Längs- und Querträgern                                                                            | Selbsttragende Ganzstahl-Karosserie mit Längs- und Querträgern                                                                            | Selbsttragende Ganzstahl-Karosserie mit Längs- und Querträgern                                                                            |
| Tankinhalt                                                | zwischen 40 und 60 Liter | zwischen 40 und 60 Liter | zwischen 40 und 60 Liter | zwischen 40 und 60 Liter | zwischen 40 und 60 Liter |
| Spurweite vorn/hinten                                     | 1385/1426 mm | 1385/1426 mm | 1385/1426 mm | 1385/1426 mm | 1385/1426 mm |
| Radstand                                                  | 2400 mm | 2400 mm | 2400 mm | 2400 mm | 2400 mm |
| Bodenfreiheit                                             | 185 mm | 185 mm | 185 mm | 185 mm | 185 mm |
| Wendekreisdurchmesser                                     | 11,3 m | 11,3 m | 11,3 m | 11,3 m | 11,3 m |
| Außenmaße (1970/1976)                                     | Länge: 4420/4505 mm, Breite: 1765/1720 mm, Höhe: 1960 mm (Bus), 2245 mm (Pritsche mit Plane und Spriegel), 2290 mm (Hochraum-Kastenwagen) | Länge: 4420/4505 mm, Breite: 1765/1720 mm, Höhe: 1960 mm (Bus), 2245 mm (Pritsche mit Plane und Spriegel), 2290 mm (Hochraum-Kastenwagen) | Länge: 4420/4505 mm, Breite: 1765/1720 mm, Höhe: 1960 mm (Bus), 2245 mm (Pritsche mit Plane und Spriegel), 2290 mm (Hochraum-Kastenwagen) | Länge: 4420/4505 mm, Breite: 1765/1720 mm, Höhe: 1960 mm (Bus), 2245 mm (Pritsche mit Plane und Spriegel), 2290 mm (Hochraum-Kastenwagen) | Länge: 4420/4505 mm, Breite: 1765/1720 mm, Höhe: 1960 mm (Bus), 2245 mm (Pritsche mit Plane und Spriegel), 2290 mm (Hochraum-Kastenwagen) |
| Leergewicht                                               | 1285 kg | 1285 kg | 1325 kg | 1325 kg | 1325 kg |
| Nutzlast                                                  | 925–1000 kg | 980 kg | 980 kg | 980 kg | 980 kg |
| Höchstgeschwindigkeit                                     | 105 km/h | 110 km/h | 125 km/h | 127 km/h | 127 km/h 133 km/h (Testwert) |
| Kraftstoffverbrauch nach DIN 70030 in Liter/100 Kilometer | 10,4 12 bis 13 (Testwert) | 11,4 14,3 (Testwert) | 9,6 bis 16,0 13,4 (Testwert) | 12,9 | 12,9 |
| Kraftstoffart                                             | Normalbenzin | Normalbenzin | Normalbenzin | Normalbenzin | Normalbenzin |
| Ölverbrauch in Liter/1000 Kilometer                       | 0,5–1,0 | | | | |

## Filmauftritte
- In der Kästner-Romanverfilmung Pünktchen und Anton (1999) der Regisseurin Caroline Link tritt ein T2 (Baujahr 1968) als sog. "Eisbus" in Erscheinung.[13]
- In der US-Tragikomödie Little Miss Sunshine der Regisseure Jonathan Dayton und Valerie Faris aus dem Jahr 2006 spielt ein T2b eine Nebenrolle.
- In dem 1982 erschienenen Film Piratensender Powerplay mit Thomas Gottschalk und Mike Krüger als Peilwagen der Deutschen Bundespost.
- In dem Baseball-Film Feld der Träume (1989) mit Kevin Costner fährt dieser einen roten VW T2b (Baujahr 1973).
- In dem Science-Fiction-Film Zurück in die Zukunft (1985) fahren die libyschen Terroristen in der Szene auf dem Shopping-Mall-Parkplatz einen zwei-farbigen VW T2b.

## Produktionszahlen
| Jahr  | Produktion in Deutschland | Neuzulassungen in Deutschland |
| ----- | ------------------------- | ----------------------------- |
| 1967  | 141.569                   | ?                             |
| 1968  | 228.290                   | 66.918                        |
| 1969  | 244.945                   | 77.444                        |
| 1970  | 257.873                   | 80.354                        |
| 1971  | 250.802                   | 70.715                        |
| 1972  | 259.111                   | 75.392                        |
| 1973  | 246.177                   | 65.168                        |
| 1974  | 174.121                   | 48.330                        |
| 1975  | 159.752                   | 46.910                        |
| 1976  | 169.494                   | 52.565                        |
| 1977  | 160.986                   | 54.049                        |
| 1978  | 154.436                   | 57.062                        |
| 1979  | 85.632                    | 55.506                        |
| Summe | 2.533.188                 | 750.413                       |